# Edge of the Earth
«Edge of the Earth» es una canción compuesta e interpretada por la banda estadounidense 30 Seconds to Mars, es la segunda canción de su álbum debut que fue lanzado el 30 de agosto de 2002. El 27 de enero de 2003 el tema fue seleccionado como el segundo sencillo de la banda. Pertenece a su álbum homónimo, 30 Seconds to Mars. Para la canción  se grabó un vídeo en vivo durante un concierto de la banda a principios de ese mismo año. Esta es la canción principal del videojuego Need for Speed: Hot Pursuit.

## Vídeo musical
Para la canción se grabó un video en vivo durante la primera gira de la banda. Fue grabado en enero de 2003, estuvo dirigido por el director Kevin McCullough. Este es el primer vídeo de la banda con el nuevo guitarrista Tomo Miličević. En todo el transcurso del vídeo, se muestran conciertos, recitales, making, encuentros de la banda con los fans y detrás de cámara, incluso los fanes de la banda participaron mostrando tatuajes relacionados con la banda al igual que portando ropa personalizada con los símbolos y colores de la banda. Este vídeo está totalmente dedicado a "The Echelon".

## Créditos

### 30 Seconds to Mars
- Jared Leto - Voz, guitarra líder, bajo, teclado, sintetizador
- Shannon Leto - Batería
- Solon Bixler - Guitarra rítmica

- Datos: Q593757